# Велика Калинка
Вели́ка Кали́нка — село в Україні, у Львівському районі Львівської області. Орган місцевого самоврядування - Городоцька міська рада. До села курсує автобус «Львів-Калинка».

## Населення
За даними Всеукраїнського перепису населення 2001 року, у селі мешкало 235 осіб.

###### Погода
- Погода в селі Велика Калинка [Архівовано 21 грудня 2011 у Wayback Machine.]
- Погода в селі Велика Калинка [Архівовано 14 липня 2014 у Wayback Machine.]

###### Верховна рада України
- Велика Калинка на сайті Верховної ради України[недоступне посилання з березня 2019]

| Україна | Це незавершена стаття з географії України. Ви можете допомогти проєкту, виправивши або дописавши її. |